# 大叶驼舌草
大叶驼舌草（学名：Goniolimon dschungaricum）为白花丹科驼舌草属下的一个种。